# Nicola Crisci
Nicola Crisci (Carpineto Sinello, 28 luglio 1949) è un politico italiano.

## Biografia
Nato nel 1949 a Carpineto Sinello, conseguì la laurea in economia e commercio e diventò funzionario di un'azienda bancaria. Entrato in politica tra le file del Partito Comunista Italiano, seguì le sorti del partito, migrando dapprima nel Partito Democratico della Sinistra, poi nei Democratici di Sinistra e infine nel Partito Democratico.
Fu sindaco di Roseto degli Abruzzi dal 1990 al 1991 e, successivamente, per due mandati dal 1993 al 2001. Candidatosi alla Camera dei deputati per la XIV legislatura alle elezioni politiche del 2001 con L'Ulivo, risultò eletto nel collegio uninominale di Giulianova. Venne rieletto nelle successive elezioni politiche del 2006 per la XV legislatura nella circoscrizione Abruzzo con L'Unione.